# Jonathan (appel)

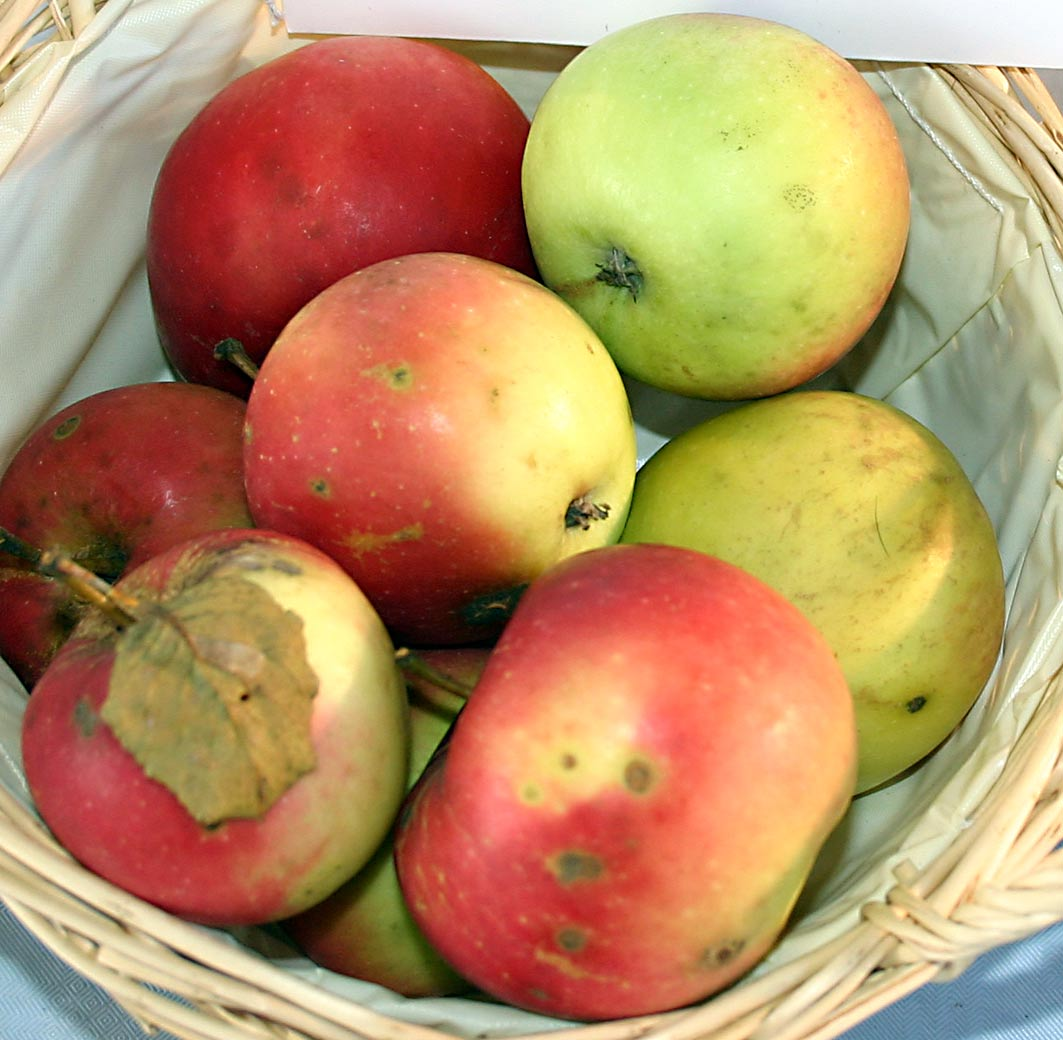
'Jonathan'

De jonathan  (ook wel 'Ulster Seedling') is de stammoeder van de jonagold en afkomstig uit de Verenigde Staten. Rond 1930 werd dit ras veel gekweekt in Nederland. Nu is dit ras enkel nog bij liefhebbers te vinden. Het is een middelgrote appel met een rode blos op een geelgroene ondergrond. Er zijn echter ook enkele kleurmutanten van helderrood tot donkerrood. De appels zijn zacht aromatisch, met witgroen vast vruchtvlees, en zijn vooral geschikt voor verse consumptie. De vrij kleine boom is zeer vruchtbaar en kent weinig beurtjaren. Het is een zeer goede bestuiver voor vele andere appelrassen die ook middentijds bloeien. Het is tevens een zelfbestuiver. Jonathan kan geplukt worden tussen 1 en 15 oktober en is tamelijk goed bewaarbaar tot maart-april.

## Ziekten
Jonathan is erg vatbaar voor meeldauw (Podosphaera leucotricha) en appelbloedluis (Eriosoma lanigerum). De vruchten zijn vatbaar voor schurft (Venturia inaequalis), jonathanspot en jonathanbederf.